# Nicolas Desmarest
Nicolas Desmarest (Soulaines (Aube), 1725 - Paris, 28 de septiembre de 1815), fue un geógrafo y geólogo francés, uno de los primeros vulcanólogos y colaborador de la Encyclopédie de Diderot.

## Biografía
Desmarest nació en Soulaines, en el departamento de Aube. De familia humilde, fue educado en la Congregación del Oratorio de Troyes y de París, destacando sobre todo en matemáticas y física. Aprovechó la instrucción que recibió y trabajando como enseñante fue capaz de mantenerse a sí mismo y continuar sus estudios de manera autónoma. Influido por la Théorie de la Terre (1749) de Buffon, en 1753 compitió con éxito en un premio que propuso la Academia de Ciencias, Letras y Artes de Amiens sobre la cuestión relativa a la antigua unión continental entre Inglaterra y Francia. Esto llamó mucho la atención, y en última instancia le sirvió para que en 1757, el gobierno le encargara visitar los principales fabricantes de tela para recoger los mejores métodos en este tipo de producción (basándose en parte en esa información, Duhamel escribió el l’Art du drapier). En 1761, visitó las queserías del Franche-Comté y de la Lorraine, donde el gobierno quería introducir los procesos de Auvergne, y más tarde escribió el l’Art de fabriquer le fromage, inserta en la Encyclopédie de Diderot, a la que también dio, en particular, los artículos «géographie physique» y «fontaine».
En 1768 y 1777 realizó dos viajes en Holanda para estudiar la fabricación de papel y, por su asesoramiento, contribuyó en gran medida a las mejoras introducidas en las fábricas de Annonay. Recorrió la Auvernia para examinar las huellas de antiguos volcanes, y en vez de los tres cráteres de los que Guettard había informado, reconoció más de sesenta. Extendió sus investigaciones sobre el basalto atribuyendo su formación a la acción del mar y demostrando que se trataba de una verdadera lava, etc.
Fue durante mucho tiempo el protegido del duque Louis Alexandre de La Rochefoucauld d'Enville, que, bajo la influencia de Desmarest, visitó los sitios volcánicos y atravesó los Alpes.
Miembro de la Academia de Ciencias de Francia en 1771, fue nombrado en 1788 Inspector general de manufacturas.
Encarcelado durante el período del Terror en 1792, cuando fue liberado aceptó, aunque ya septuagenario, la plaza de profesor de historia natural en la École centrale. Fue miembro de la Sociedad Agrícola, de la Cámara de Comercio, etc., también uno de los administradores de la manufactura de Sèvres y miembro de la comisión temporal que, en 1793, salvó de la destrucción muchos monumentos artísticos. Murió en París en 1815.
Las obras más destacadas de Desmarest son:
- Conjectures physico-mathématiques sur la propagation des secousses dans les tremblements de terre (Conjeturas físico-matemáticas sobre la propagación de los shocks en los temblores de tierra), 1756, en 12º;
- Mémoire sur les principales manipulations dans les papeteries en Hollande, avec l’explication physique de leur résultat (Memoria sobre las principales manipulaciones en las papeleras en Holanda, con la explicación física de su resultado), 1771, en 4°;
- Dictionnaire de géographie, physique (Diccionario de geografía, física) (parte de l’Encyclopédie), 1778-1828, 5 vol. en 4°, con atlas.

## Trabajos sobre vulcanología
Utilizó sus viajes, viajando a pie, para mejorar su conocimiento de la estructura de la Tierra. En 1763 hizo observaciones en Auvernia, reconociendo que los basaltos prismáticos eran antiguas corrientes de lava, comparándolas con las columnas de la Calzada del Gigante de Irlanda, atribuyéndolos a antiguos volcanes extintos. En 1774 publicó un ensayo sobre el tema, acompañado de un mapa geológico, lo que le llevó en varias ocasiones a revisitar el distrito. Señaló entonces que la sucesión de erupciones volcánicas y los cambios en las rocas los habían sometido a través de meteorización y erosión. Como señaló el geólogo escocés sir Archibald Geikie (1835 –1924), la doctrina del origen de los valles por la acción erosiva de las corrientes que fluyen a través de ellos fue por vez primera enseñada claramente por Desmarest.
Sus ideas sobre los volcanes aparecen claramente en un manuscrito en el que muestra su rivalidad con William Hamilton (1730-1803), observador más fino que Desmarest. A diferencia de Hamilton, Desmarest creía que las erupciones volcánicas se producían a menudo en montañas existentes, que sus fuegos no eran muy calientes y que ocurrían a poca profundidad.
Una edición ampliada y mejorada de su mapa de la región volcánica de Auvergne fue publicada después de su muerte, en 1823, por su hijo Anselme Gaëtan Desmarest (1784-1838), quien fue un distinguido zoólogo, y autor de memorias sobre crustáceos recientes y fósiles.